# Tidmore Bend
Pour les articles homonymes, voir Bend (homonymie).
Tidmore Bend est une census-designated place située dans le comté d'Etowah, dans l’État de l’Alabama, aux États-Unis. Sa population s’élevait à 1 245 habitants lors du recensement de 2010.